# Gomphidae
Gomphidae là một họ chuồn chuồn. Họ này có khoảng 90 chi và khoảng 900 loài.

## Các chi
- Acrogomphus
- Agriogomphus
- Amphigomphus
- Anisogomphus
- Anomalophlebia
- Anormogomphus
- Antipodogomphus
- Aphylla
- Archaeogomphus
- Armagomphus
- Arigomphus
- Asiagomphus
- Austrogomphus
- Brasiliogomphus
- Burmagomphus
- Cacoides
- Ceratogomphus
- Cinitogomphus
- Cornigomphus
- Cyanogomphus
- Cyclogomphus
- Davidioides
- Davidius
- Desmogomphus
- Diaphlebia
- Diastatomma
- Dromogomphus
- Dubitogomphus
- Ebegomphus
- Eogomphus
- Epigomphus
- Erpetogomphus
- Fukienogomphus
- Gastrogomphus
- Gomphidia
- Gomphidictinus
- Gomphoides
- Gomphus
- Hagenius
- Heliogomphus
- Hemigomphus
- Ictinogomphus
- Idiogomphoides
- Isomma
- Labrogomphus
- Lamelligomphus
- Lanthus
- Leptogomphus
- Lestinogomphus
- Lindenia
- Macrogomphus
- Malgassogomphus
- Megalogomphus
- Melanocacus
- Melligomphus
- Merogomphus
- Microgomphus
- Mitragomphus
- Neogomphus
- Nepogomphoides
- Nepogomphus
- Neurogomphus
- Nihonogomphus
- Notogomphus
- Nychogomphus
- Octogomphus
- Odontogomphus
- Onychogomphus
- Ophiogomphus
- Orientogomphus
- Paragomphus
- Perigomphus
- Perissogomphus
- Peruviogomphus
- Phaenandrogomphus
- Phyllocycla
- Phyllogomphoides
- Phyllogomphus
- Platygomphus
- Praeviogomphus
- Progomphus
- Scalmogomphus
- Shaogomphus
- Sieboldius
- Sinictinogomphus
- Sinogomphus
- Stylogomphus
- Stylurus
- Tibiagomphus
- Tragogomphus
- Trigomphus
- Zonophora

## Hình ảnh

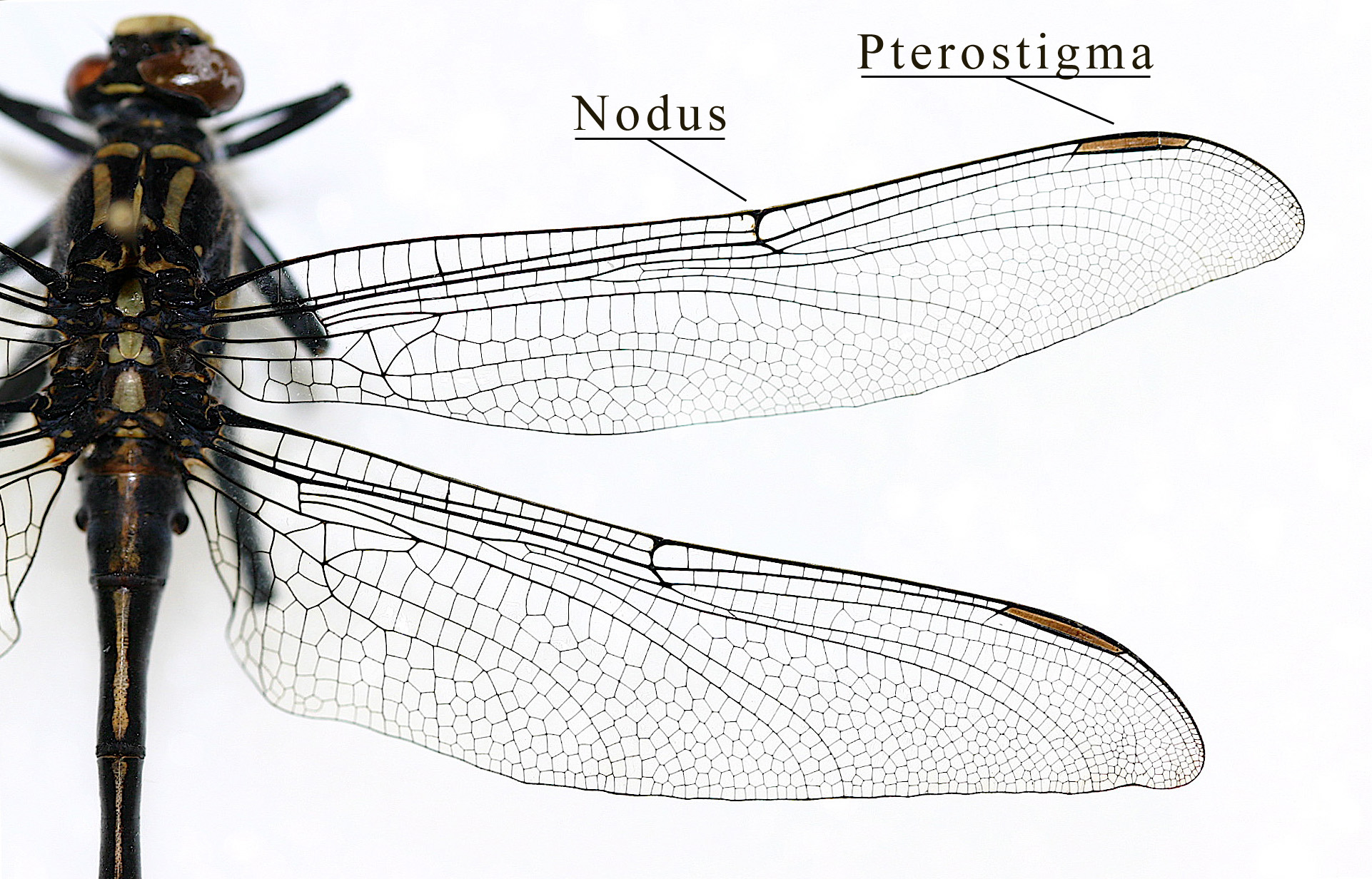
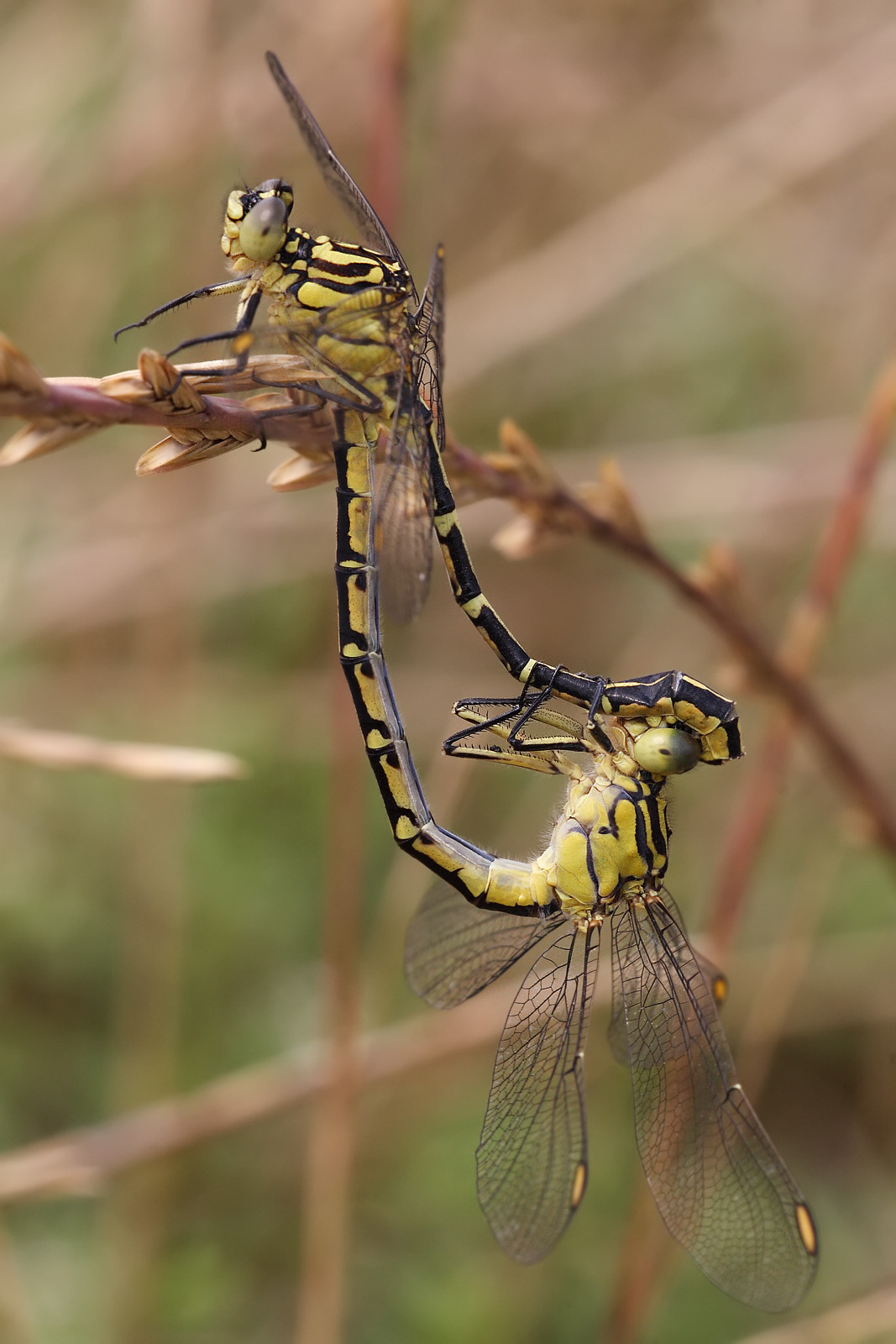
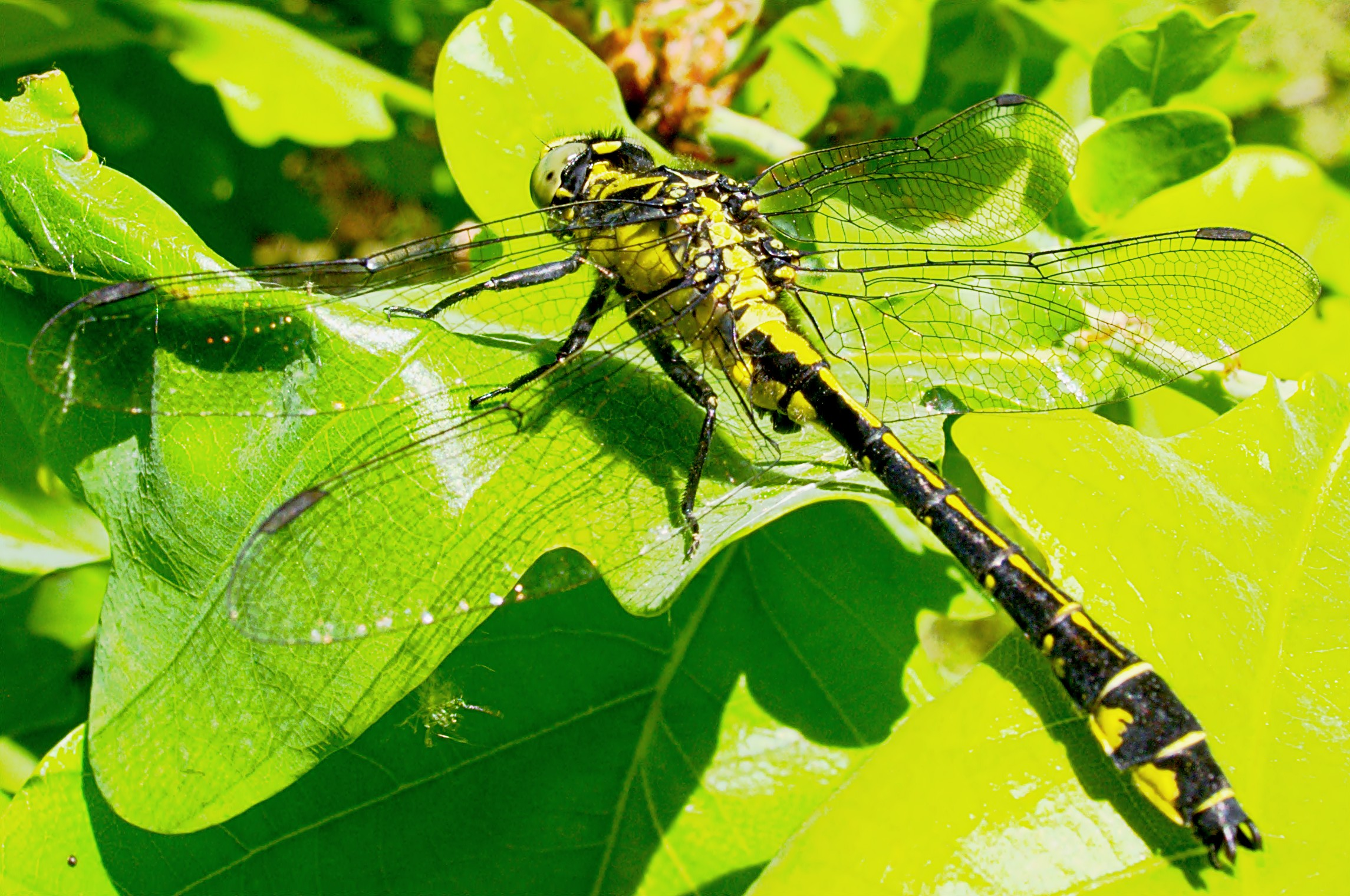
Gomphus vulgatissimus
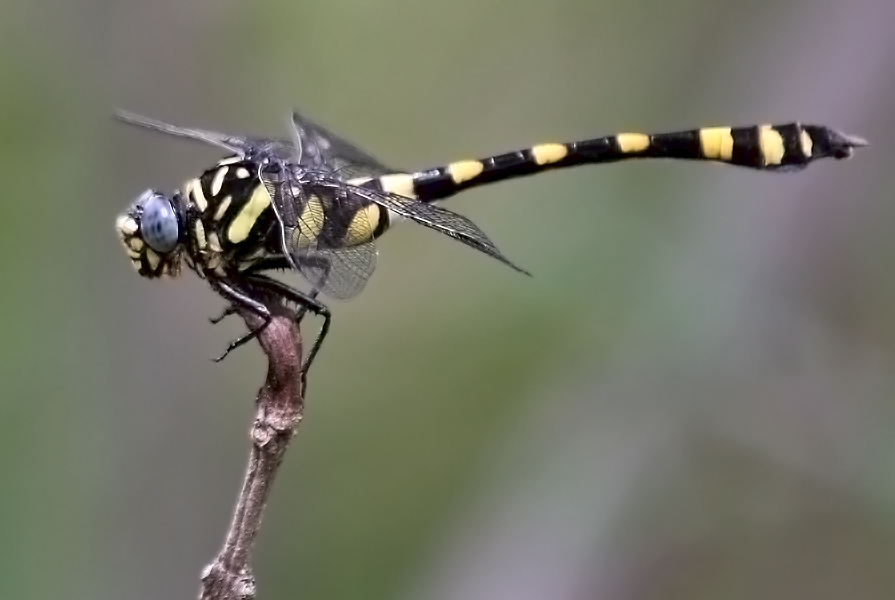
Ictinogomphus rapax